# La Bastide-l'Évêque
La Bastide-l'Évêque är en kommun i departementet Aveyron i regionen Occitanien i södra Frankrike. Kommunen ligger  i kantonen Rieupeyroux som ligger i arrondissementet Villefranche-de-Rouergue. År 2018 hade La Bastide-l'Évêque 804 invånare.

## Befolkningsutveckling
Antalet invånare i kommunen La Bastide-l'Évêque
Referens: INSEE